# 广东省人民体育场
广东省人民体育场，前身为广州“东较场”，是位于中国广州市越秀区的一座综合体育场，其历史最早可追溯至唐代的“阅武堂”，现时的体育场始建于1932年，是中国历史最为悠久的体育场之一，在广州天河体育中心建成之前曾是广东最具代表性的体育场，是当时广东省内乃至国内外各项重大体育赛事的主要举办地之一。

## 体育场历史

### 东较场时期
唐长安二年（702年），武则天“始设武举”，在广州东郊设立“阅武堂”，举行武乡试，明朝景泰五年（1454年），时来粤总督两广军务的都察院右副都御史马昂主持，对“阅武堂”进行扩建，设立了演武堂和演武场，作為軍事訓練場。時有堂5間，泊水廳3間，東西廂各3間，四衛廳各3間。清朝康熙二十二年（1683年）重修此地，演武堂变为演武厅，“厅五间，箭亭三间”。演武场改称“东较场”，作为驻军广州的操练和阅兵之地。1901年，清朝下谕停止武科举，东较场结束了长达1200年作为广东武科考场的历史。清末，广东新军始建后，将东较场辟为练兵场，在东较场一带陆续设办广东陆军学堂、武备学堂、将弁学堂。1906年1月10日，由两广学务处发起的中国历史上最早的运动会——“广东省大运动会”在东较场举行。1916年12月26日，民国大总统黎元洪颁布第七十二号大总统令，批准时任广东省长朱庆澜请示，同意“省城东较场地址永作公共体育场”，后因朱庆澜辞职离粤而搁置。东较场一度计划辟为“广州第二公园”，面积逾13万平方米，时任广州市政厅长孙科为筹集军饷，将东较场划分成多个区块分别拍卖。最终，“广州第二公园”并未建成。
民国初年，许多日后成为改变中国命运的事件都起于东较场。1922年5月2日，在东较场举行粤军第二军北伐誓师典礼，孙中山亲临授旗。1925年6月23日，为抗议帝国主义在上海制造的“五卅惨案”，周恩来和省港大罢工工人及各界群众，在东较场集合，声援上海人民的斗争，并组织了10万人的反帝大游行，后在游行至沙基时惨遭沙面租界驻军镇压，发生了震惊全国的“六·二三”沙基惨案。1926年元旦，中国国民党第二次代表大会开幕后，在东较场举行阅兵仪式，20万军民高呼“打倒帝国主义、打倒军阀”的口号。1926年7月9日，国民革命政府在东较场举行了“北伐誓师大会”，5万多人参加，为具有重要历史意义的第一次国共合作北伐战争揭开了序幕。1927年12月13日，国民军队奉命平定廣州暴動，在东较场等地方圍剿叛軍。

### 广东省立体育场时期

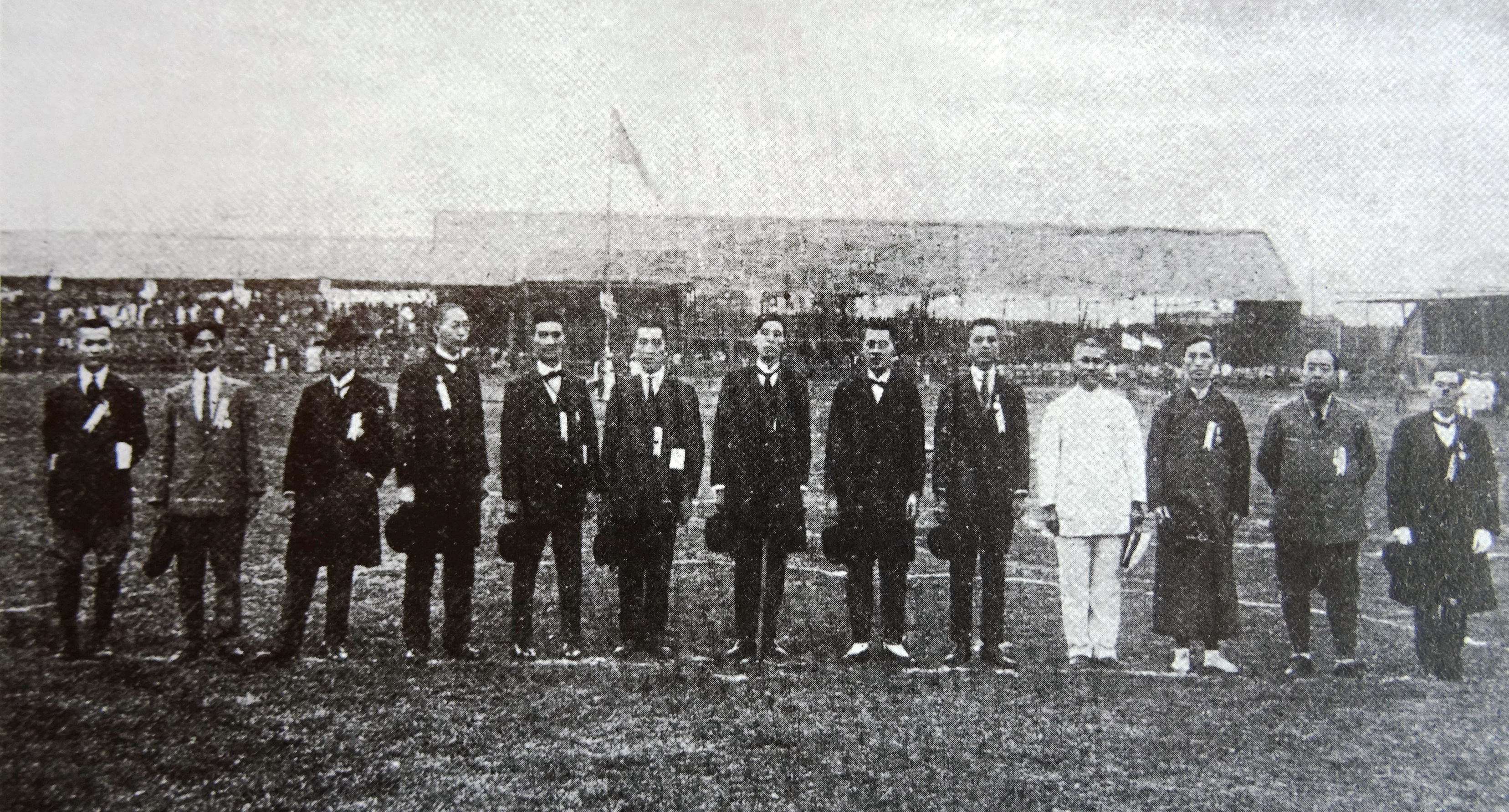
1919年2月尾，在東較場舉辦的第七屆省運會開幕禮上的大會職員合影

1930年，广东省政府正式收回东较场，在此兴建广东省立体育场。1930年7月，广东省立体育场建设委员会成立，1932年10月，广东省立体育场竣工投入使用，是当时全国最大及最标准的体育场之一，建有400米煤渣跑道和足球场，南北两端各设一个篮球场，西面建有钢筋混凝土看台。民国时期，广东省曾举办过15次全省运动会，其中有9次在省立体育场举行。1935年，广东省立体育专科学校在体育场东侧建成使用，该场此后被指定为省体专的运动场。
在抗日战争、国共内战期间曾改为军用仓库及军队的后勤部，体育场遭受了较大规模的破坏；抗战胜利前夕，由于盟军空军对日军仓库扫射轰炸，体育场成了一片废墟。当时的日军曾把许多民众集中到这里进行杀害，故东较场又被广州市民称之为“打靶场”。1946年，为迎接广东省第十五次运动会，被破坏的省立体育场得以复建，并于当年7月7日修建完工，1947年更名为中正体育场。

### 广东省人民体育场时期
中华人民共和国成立后，1950年7月，广东省立体育场正式更名为“广东省人民体育场”。1953年，划归新成立的广东省人民政府体育委员会管理。同年，体育场修复工程竣工，在原中正体育场的基础上安装可容纳8000观众的钢结构看台，篮球场也增设了钢结构看台、灯光设备。1956年起，作为广东省运动会的常设举办地。1975年3月1日，为迎接美国国家田径队访华比赛，广东省人民政府紧急拨款60万元修建了框架结构的主席台以及贵宾室、运动员休息室、接待大厅等。1980年，体育场实施系统改造计划竣工，改造后的体育场拥有23级钢筋混凝土框架结构看台、27000多个观众座位，并在足球场上建有灯光照明铁塔4座，场内配有电动计时记分设备，篮球场改为有7000座位的灯光球场。1980年6月8日，广州国际足球友好邀请赛在省人民体育场开幕，为改革开放后中国举办的首场国际足球赛事。1981年起，省人民体育场被长期作为省港杯的广州主场。 
1984年，广东省体委曾计划拆除省人民体育场北边建筑设施，在原址兴建一座全新体育场馆，作为第六届全国运动会主场馆，随后因兴建天河体育中心而搁置，原篮球场场地于1985年改建成英雄广场。 
1990年10月，为筹备在广东举行的第一届女足世界杯，在香港知名社会活动家霍英东先生的资助下，省人民体育场于1990年进行了大规模的改建：东西看台加盖风雨篷；观众席增设塑胶椅垫；田径场铺塑胶跑道，改造电子显示屏和音响功能，使之成为一座标准的现代体育场。修建后，占地面积39645平方米，观众席共27096个座位。1994年，省人民体育场成为广东宏远足球俱乐部主场。1998年至2000年曾作为广州太阳神队主场。 
广东省人民体育场曾规划在2001年九运会之后拆除，以兴建体育公园，直至2004年广州成功申办2010年亚洲运动会后，广东省人民体育场被纳入亚运会场馆，进行大规模改建，以承办部分2010年亚运会的比赛，改建后场馆可容纳25914个座席。2023年，为承办2025年十五运会，广东省人民体育场再次进行全面升级改造，拆除网架雨篷、新建钢结构看台雨篷，外立面设计以岭南骑楼界面为主，复原东较场门楼形象，将体育场内原有座椅更换为15000个不锈钢新座椅。2025年5月29日，由广州市越秀区文化广电旅游体育局公布为第五批越秀区登记保护文物单位。